# Karl von Sandt
Karl von Sandt (* 13. April 1826 in Berlin; † 10. Februar 1890 in Bonn) war ein deutscher Verwaltungsbeamter.

## Leben
Karl von Sandt studierte an der Universität Bonn Rechtswissenschaften. 1846 wurde er Mitglied des Corps Saxonia Bonn. Nach dem Studium trat er in den preußischen Staatsdienst ein. 1854 wurde er zum Landrat des Landkreises Bonn ernannt. Als Auszeichnung erhielt er die Ernennung zum Geheimen Regierungsrat. Seit 1859 befand sich das Landratsamt in seinem privaten Haus. 1888 wurde sein Sohn Max von Sandt zu seinem Nachfolger ernannt. Sein Haus blieb bis zum Bau des Kreishauses Bonn 1892 Amtssitz des Bonner Landrats.
Karl von Sandt wurde auf dem Alten Friedhof in Bonn begraben.